# Mondrainville
Mondrainville és un municipi francès situat al departament de Calvados i a la regió de Normandia. L'any 2007 tenia 445 habitants.

## Demografia

### Població
El 2007 la població de fet de Mondrainville era de 445 persones. Hi havia 163 famílies de les quals 24 eren unipersonals (8 homes vivint sols i 16 dones vivint soles), 52 parelles sense fills, 79 parelles amb fills i 8 famílies monoparentals amb fills.
La població ha evolucionat segons el següent gràfic:
Habitants censats

### Habitatges
El 2007 hi havia 162 habitatges, 159 eren l'habitatge principal de la família, 2 eren segones residències i 1 estava desocupat. 154 eren cases i 8 eren apartaments. Dels 159 habitatges principals, 131 estaven ocupats pels seus propietaris i 28 estaven llogats i ocupats pels llogaters; 26 tenien tres cambres, 33 en tenien quatre i 100 en tenien cinc o més. 130 habitatges disposaven pel capbaix d'una plaça de pàrquing. A 60 habitatges hi havia un automòbil i a 92 n'hi havia dos o més.

### Piràmide de població
La piràmide de població per edats i sexe el 2009 era:
| Homes | Edats   | Dones |
| ----- | ------- | ----- |
| 0     | 95 o +  | 0     |
| 0     | 90 a 94 | 0     |
| 4     | 85 a 89 | 0     |
| 4     | 80 a 84 | 0     |
| 4     | 75 a 79 | 0     |
| 8     | 70 a 74 | 4     |
| 0     | 65 a 69 | 8     |
| 8     | 60 a 64 | 4     |
| 8     | 55 a 59 | 4     |
| 24    | 50 a 54 | 20    |
| 8     | 45 a 49 | 8     |
| 12    | 40 a 44 | 24    |
| 4     | 35 a 39 | 8     |
| 28    | 30 a 34 | 16    |
| 20    | 25 a 29 | 32    |
| 8     | 20 a 24 | 20    |
| 32    | 15 a 19 | 12    |
| 4     | 10 a 14 | 8     |
| 12    | 5 a 9   | 4     |
| 32    | 0 a 4   | 12    |

## Economia
El 2007 la població en edat de treballar era de 293 persones, 238 eren actives i 55 eren inactives. De les 238 persones actives 229 estaven ocupades (111 homes i 118 dones) i 9 estaven aturades (4 homes i 5 dones). De les 55 persones inactives 22 estaven jubilades, 21 estaven estudiant i 12 estaven classificades com a «altres inactius».

### Ingressos
El 2009 a Mondrainville hi havia 151 unitats fiscals que integraven 438 persones, la mediana anual d'ingressos fiscals per persona era de 20.235 €.

### Activitats econòmiques
Dels 5 establiments que hi havia el 2007, 1 era d'una empresa de construcció, 2 d'empreses de comerç i reparació d'automòbils, 1 d'una entitat de l'administració pública i 1 d'una empresa classificada com a «altres activitats de serveis».
L'únic servei als particulars que hi havia el 2009 era un paleta.
L'any 2000 a Mondrainville hi havia 4 explotacions agrícoles.

## Equipaments sanitaris i escolars
El 2009 hi havia una escola elemental integrada dins d'un grup escolar amb les comunes properes formant una escola dispersa.

## Poblacions més properes
El següent diagrama mostra les poblacions més properes.